# Weissella viridescens
Weissella viridescens (abreujat W. viridescens) és un bacteri firmicut pertanyent a la família Leuconostocaceae. Es caracteritza per estar present en diferents ambients, amb especial rellevància en els aliments, sobretot en aquells que han passat per un procés de fermentació.
És un bacteri grampositiu, mesòfil, catalasa negatiu i no formador d'espores que presenta morfologia de coc o bé de bacil. Es pot disposar de manera individual o bé formant diplococs. Pot englobar-se en el grup dels bacteris de l'àcid làctic (LAB) i duu a terme fermentacions heterolàctiques obligades amb producció d'àcid làctic i àcid acètic. Els seus requeriments nutricionals són complexos i, per aquest motiu, es troba en medis rics en nutrients on s'esdevenen fermentacions, com ara aigües residuals, el tracte gastrointestinal d'animals o productes carnis en males condicions. En l'àmbit clínic, hi ha evidència de la implicació de Weissella viridescens en algunes infeccions en humans, en els quals és un patogen oportunista. Aquest microorganisme s'ha aïllat de pacients amb bacterièmia.
L'espècie també es caracteritza per la seva resistència a les temperatures elevades. En alguns estudis s'ha aconseguit aïllar aquest microorganisme després d'haver tractat alguns productes a temperatures de 65 °C durant períodes de 30 minuts.
Weissella viridescens és l'espècie tipus del gènere Weissella. La seva soca de referència original és Weissella viridescens ATCC 12706.

## Història
La primera referència a l'espècie data de l'any 1949, quan va ser descrita com l'agent causant de l'aparició de taques verdes a la superfície i a l'interior de productes carnis i va ser classificada com a una nova espècie de Lactobacillus, L. viridescens. En aquella època, diversos científics ja esmentaven les diferències que presentava aquesta espècie amb altres membres del gènere Lactobacillus.
L'any 1993 uns estudis taxonòmics de microorganismes en salsitxes fermentades de Grècia van revelar que algunes de les espècies presents, tot i ser molt similars a membres del gènere Lactobacillus, Leuconostoc i Pediococcus, hi presentaven diferències. A partir d'aquesta premissa, es van analitzar diversos gens (com ara els de ARNr 16S). Gràcies a aquestes tècniques moleculars i també a l'espectrometria de masses MALDI-TOF (matrix-assisted laser desorption/Ionization - time of flight), es va evidenciar la necessitat de proposar un nou gènere que es coneixeria com a Weissella, en homenatge al microbiòleg alemany Norbert Weiss.Aleshores el nom d'aquesta espècie va canviar de Lactobacillus viridescens a l'actual, Weissella viridescens.
El gènere Weissella, en incloure espècies que prèviament van ser descrites en altres gèneres, és representat tant per bacteris amb morfologia bacil·lar com coccoidal. Els bacils eren antigament inclosos dins el gènere Lactobacillus i, els cocs, en el gènere Leuconostoc. Per tant, és difícil diferenciar els bacteris inclosos en aquest nou gènere i els lactobacils heterofermentadors basant-se únicament en característiques fenotípiques: cal la utilització de tècniques moleculars per a dur a terme identificacions i estudis taxonòmics.
Actualment, el gènere Weisella engloba 19 espècies, totes elles descrites a partir d'estudis de la seqüència del gen ARNr 16S, anàlisis de la hibridació entre molècules d'ADN i dades fenotípiques que han permès l'establiment d'una taxonomia.

## Descripció

### Morfologia
Les cèl·lules de Weissella viridescens són grampositives, immòbils, no formadores d'espores i són morfològicament variables, adoptant la forma de bacils o cocs que mesuren entre 0,8 i 2 μm. Es poden trobar aïllades o agrupades en parelles.

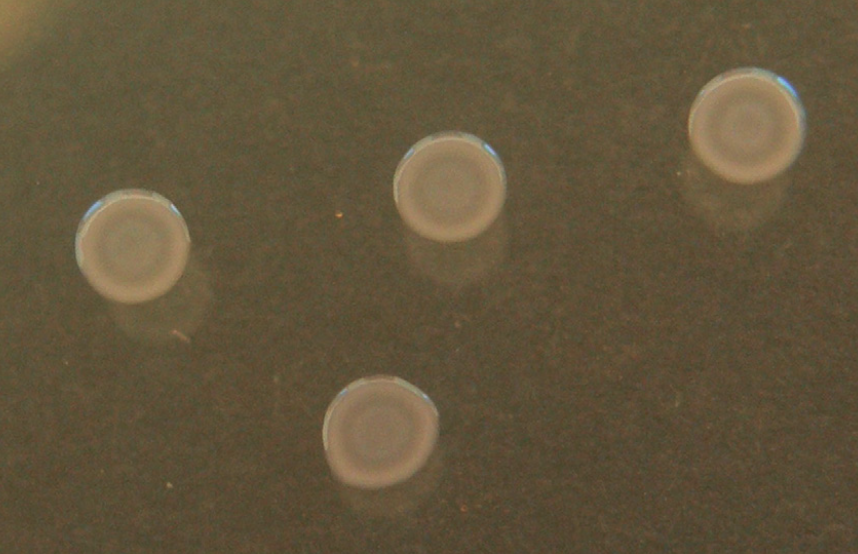
Visió detallada de les colònies de Weissella viridescens en un cultiu d'agar MRS

### Paret cel·lular
Com és habitual en grampositius, la paret cel·lular és de peptidoglicà d'elevat gruix i singular. En el cas dels Firmicutes, però, és molt habitual la presència de cadenes laterals peptídiques d'unió a l'àcid N-acetilmuràmic; i justament aquest fet també s'esdevé en Weissella viridescens. Conté un dipèptid de dues l-alanines unides sobre la l-lisina del pentapèptid. L'enzim que s'encarrega d'aquesta transpeptidació és la transferasa FemX, el qual addiciona la cadena lateral —que també és d'una manera molt específica del tàxon— sobre el complex pentapèptid-AcNMur-UDP; per tant, abans de la interacció del pentapèptid-AcNmur amb la cara interna de la membrana cel·lular. En canvi, Staphylococcus aureus, un altre firmicut de la classe Bacilli que també és formador de cadenes laterals, les uneix via transferases FemA/B un cop el complex ha interaccionat amb els lípids de membrana.

### Genoma
La base de dades pública de NCBI comptava el 2019 amb 6 genomes de Weissella viridescens totalment seqüenciats, tres dels quals a nivell de còntig, dos a nivell de scaffold i només un a nivell de cromosoma.
La longitud mitjana del genoma d'aquest bacteri és d'1,54619 Mb i codifica una mitja de 1455 proteïnes. El percentatge de guanina-citosina mitjà de l'espècie és d'un 41,25%.

### Fisiologia
Weissella viridescens és un bacteri quimioorganòtrof, anaerobi facultatiu amb un metabolisme fermentatiu obligat i catalasa negatiu. Acumula peròxid d'hidrogen quan creix en condicions aeròbiques.
Aquest bacteri presenta vigorós creixement en medi APT i en agar MRS, però escàs o nul en altres medis. En cultius on s'observa el seu creixement, es veu una considerable producció de CO2 a partir de glucosa, i s'hi acumula àcid làctic com un dels productes de fermentació. De la mateixa manera que totes les altres espècies del seu gènere, W. viridescens no presenta citocroms i metabolitza de manera heterofermentativa la glucosa mitjançant les vies de l'hexosa-monofosfat i la fosfocetolasa. D'altra banda, aquest bacteri no redueix nitrat ni pot liquar la gelatina, i no s'observen canvis en el test Litmus Milk. Tampoc és capaç d'hidrolitzar hipurat sòdic, esculina, arginina o midó.
El pH resultant de cultivar aquest bacteri en un medi amb glucosa és de, aproximadament, 4,5. En ser un microorganisme mesòfil, pot créixer a 5 °C però no a 45 °C. També s'ha pogut observar que pot créixer a una concentració del 6.5% de NaCl.
Totes les soques de Weissella viridescens poden fermentar glucosa, mannosa, fructosa i maltosa. Algunes poden fermentar també sacarosa i formar llargues cadenes de polisacàrids, resultant en producció mucosa quan creixen en agar gelatina-sacarosa. Ocasionalment, algunes soques poden fermentar la trehalosa i, alguna soca concreta, presenta la capacitat de fermentar mannitol dèbilment. No s'observa producció d'àcid a partir de lactosa, galactosa, xilosa, arabinosa, rafinosa, inulina, glicerol o sorbitol, ja que és incapaç de fermentar aquests compostos.

### Requeriments nutricionals
El creixement del bacteri en medis complexos està clarament estimulat per l'addició de manganès, citrat i Tween 80. En medis amb caseïna hidrolitzada, requereix tiamina, àcid nicotínic, riboflavina, àcid pantotènic, biotina i asparagina, i pot ser estimulat per l'àcid fòlic i la piridoxina. El requeriment de tiamina resulta ser inusualment alt.

## Identificació
La identificació del gènere Weissella no és fàcil, i encara menys ho és a nivell d'espècie. Sovint es confon amb Streptococcus viridans o lactobacils i no n'és possible la identificació precisa mitjançant mètodes d'identificació fenotípics tradicionals o comercials que inclouen l'anàlisi morfològica, les característiques de creixement i els perfils de fermentació de sucre, ja que aquestes tècniques presenten una discriminació taxonòmica baixa. És un fet habitual que els kits d'identificació bioquímics comercials, com l'API (Analytical Profile Index systems, bioMéreiux, França) i el panell RapiID Strep (Remel, EUA) no puguin identificar espècies de Weissella. La taula d'identificació de l'API 20 Strep no inclou Weissella. El kit API 50 CHL (versió 5.1), però, sí que té W. viridescens a la seva taula d'identificació; tanmateix, no pot diferenciar entre altres espècies del gènere. Els sistemes automatitzats Vitek 2 (bioMéreiux, França), MicroScan (Beckman Coulter Inc. EUA) i Phoenix Automated Microbiology System (BD Diagnostic Systems, EUA), no tenen Weissella a la seva base de dades i, per tant, no poden identificar de manera fiable les espècies d'aquest gènere.

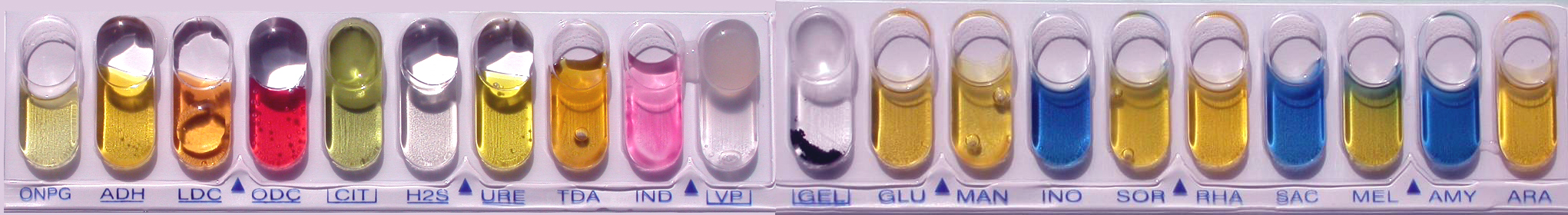
API 20 Strep amb resultats obtinguts dEscherichia coli

Les tècniques moleculars com la seqüenciació de l'ARNr 16S permeten identificar amb exactitud Weissella al nivell de l'espècie i segueix sent la tècnica més efectiva per la identificació d'aquests microorganismes. Les tècniques moleculars són una potent eina per identificar microorganismes atípics fenotípicament i s'han utilitzat amb èxit per identificar Weissella a nivell d'espècie. També l'espectrometria de masses com el MALDI-TOF s'ha posicionat com a tècnica òptima per a la identificació de bacteris d'aquest gènere.

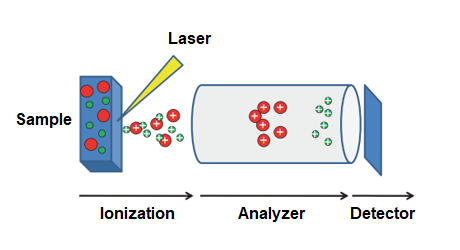
Diagrama del funcionament del MALDI-TOF

Amb l'objectiu de poder detectar de forma ràpida i fiable els microorganismes que deterioren productes carnis, podent així identificar el seu origen reduint els episodis de deteriorament i les greus conseqüències econòmiques que comporten, es va desenvolupar una eina específica, sensible, econòmica i ràpida per a la detecció i quantificació de W. viridescens (usant, concretament, la soca CECT 283 inoculada artificialment en botifarró de Burgos: un embotit típic de la gastronomia burgalesa). El disseny dels primers i la sonda TaqMan específics d'aquest bacteri, basats en la seqüència del gen recN, va permetre desenvolupar un nou mètode de PCR en temps real (qPCR) mitjançant el qual es van establir uns límits de detecció i quantificació concrets per a W. viridescens.

## Medis de cultiu utilitzats enWeissella viridescens

### Medi MRS (De Man Rogosa Sharpe) agar
Medi creat per De Man, Rogosa i Sharpe –d'aquí el nom abreujat MRS–, el qual fou dissenyat per afavorir el creixement de lactobacils per al seu posterior estudi a laboratoris. Conté acetat de sodi, que suprimeix el creixement de molts bacteris competidors, tot i que alguns altres representants de la família Lactobacillales, com Weissella spp., hi poden créixer. Aquest medi té un color marró clar i conté extracte de llevat i peptona com a fonts de carboni, nitrogen i vitamines. També conté Tween 80, sulfat de magnesi i sulfat de manganès, que proporcionen cations utilitzats en el metabolisme.

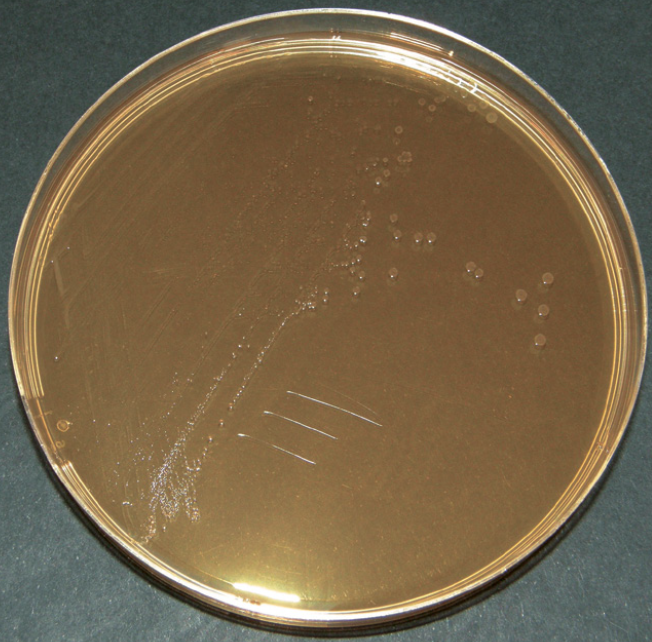
Cultiu de Weissella viridescens en agar MRS

### Medi APT (All Purpose Tween) agar
Fou ideat per Deibel, Evans i Niven mentre investigaven els LAB heterofermentatius amb necessitat de complementació de tiamina. En W. viridescens, s'usa com a medi de manteniment, ja que en preserva seva la viabilitat i sensibilitat. Avui en dia, el medi APT resulta essencial per a la metodologia clàssica de detecció de contaminants de carn enllaunada, carn d'aviram, aliments que pateixin fermentacions làctiques i processats carnis diversos no fermentats.
La composició del brou inicial és principalment peptona com a font de nitrogen, extracte de llevat per a l'obtenció de vitamines i D-glucosa com a principal font de carboni i energia (òbviament, també sals de tiamina). És, a més, ric en citrat de sodi per a inhibir els gramnegatius, tot presentant també clorur de manganès(II), sulfat de magnesi i sulfat ferrós, aport iònic necessari per al creixement de Lactobacillales.

## Weissella viridescensen productes alimentaris
A continuació es presenten diverses categories d'aliments on s'ha detectat la presència de W. viridescens. No obstant això, tots els aliments d'on s'ha pogut aïllar el bacteri són fermentats.

### Fruita i verdura
Tot i que no és una espècie molt freqüent en productes vegetals, W. viridescens s'ha pogut identificar en el kimchi: un aliment fermentat típic de Corea. La seva presència és destacable sobretot quan aquest aliment conté porro.

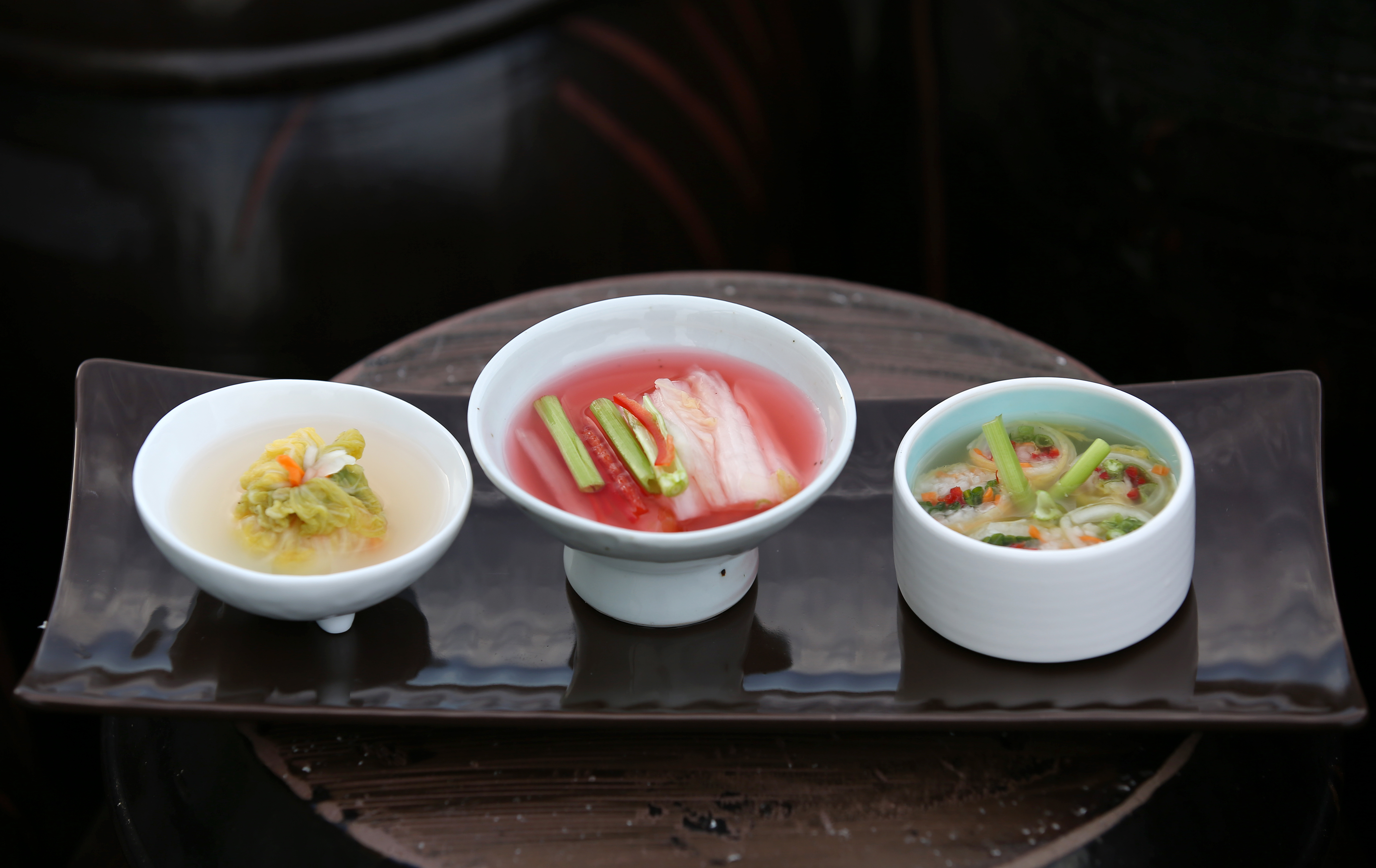
Kimchi

### Productes lactis
Dins d'aquest grup d'aliments, W. viridescens es troba sobretot en llet fermentada i formatges d'orígens diversos. Alguns exemples podrien ser la llet fermentada de Zebú i formatges com, per exemple, el Manoura (formatge produït a l'illa grega de Sifnos), el Scamorza Altamurana (característic del sud d'Itàlia), el Cheddar i el formatge romanès.

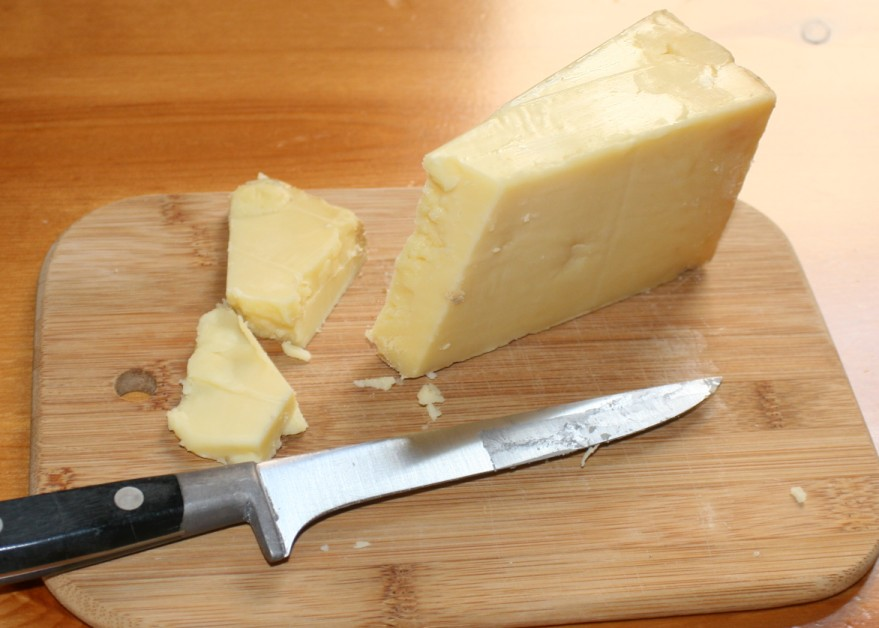
Formatge Cheddar

### Cereals
Aquest bacteri també es troba present en productes relacionats amb els cereals, com el Borde: una beguda tradicional d'Etiòpia elaborada a partir de cereals. Cal destacar que W. viridescens és una de les espècies dominants en el procés de fermentació per obtenir aquest aliment.

### Carn i peix
On més destaca la presència de W. viridescens és en productes carnis i productes de la pesca, fet que justifica que la gran majoria d'investigacions s'hagin fet sobre aquest tipus d'aliments.
Pel que fa a la carn, aquest bacteri es troba en aliments com el salami i salsitxes fermentades que han estat elaborades de manera diferent i en països molt diversos, com Hongria, Turquia, Grècia i Portugal. W. viridescens també ha estat aïllat d'un producte de consum habitual a la península Ibèrica: el botifarró.
W. viridescens es troba també en aliments relacionats amb el peix. Per aquest cas, s'han fet múltiples estudis, principalment en països del sud-est asiàtic. Alguns exemples d'aliments que contenen el bacteri són: pla ra (salsa fermentada elaborada a partir de peix, típica de Tailàndia), pla ra sub, plaa som, pla jom i pla jaw (essent aquests últims plats de peix fermentats, fets també a Tailàndia).

## Alteració de productes carnis
W. viridescens és un microorganisme que està estretament relacionat amb el deteriorament de productes carnis i l'alteració de les propietats organolèptiques d'aquests. Els efectes negatius d'aquest bacteri en la carn i altres productes derivats fou descrit primerament per Niven et al. l'any 1954, quan encara no es coneixia l'espècie en si i es generalitzava parlant de lactobacils heterofermentatius.
Es va descriure que a la carn hi havia poblacions microbianes tant a la superfície com al seu interior. La diferència és que les poblacions de la superfície s'incorporaven un cop l'aliment s'havia cuinat i, a més, no eren resistents a temperatures elevades. Per altra banda, els microorganismes situats a l'interior de la carn eren especialment resistents als tractaments de temperatures altes. En la superfície s'observa com, primerament, genera petites colònies individuals i, més endavant, passa a formar una capa contínua del color verd característic que presenta la carn contaminada.
Per explicar de manera més concreta com es forma aquesta capa de color verd, cal posar atenció en la seva activitat metabòlica. W. viridescens produeix peròxid d'hidrogen: aquest compost químic pot reaccionar amb l'òxid nítric mioglobina i l'òxid nítric hemocromogen, provocant una oxidació de la porfirina. És precisament aquesta oxidació de la porfirina la que confereix el color verdós a la carn. La decoloració verda de productes carnis envasats –com, per exemple, embotits, carn fumada o carn envasada al buit– es desenvolupa quan el producte està exposat a l'oxigen.
Molts estudis han investigat la capacitat de W. viridescens per sobreviure a tractaments tèrmics i el possible augment de la seva resistència tèrmica després de repetides exposicions a processos de xoc tèrmic. De fet, s'ha pogut aïllar aquest bacteri d'aliments que havien estat escalfats a 65 °C durant 30 minuts o bé a 50 °C durant 175 minuts. Per tant, si les soques termoresistents del bacteri es poden adaptar per resistir a altes temperatures en experiments efectuats en laboratoris, podrien fer el mateix en les instal·lacions de processament d'aliments, la qual cosa suposa un risc de malbaratament d'aquests productes.
Concretament, el deteriorament del foie gras es deu a l'acidificació produïda per diversos bacteris de l'àcid làctic. La presència d'aquests bacteris en el foie gras podria deure's a la contaminació de la matèria primera utilitzada per a la preparació de l'aliment (concretament, fetges d'ànec), que hauria tingut lloc abans del tractament tèrmic. Per tant, els productes que són reenvasats abans de ser sotmesos a processos de pasteurització són més susceptibles a contaminar-se per LAB. No obstant això, W. viridescens i Carnobacterium sp. contribueixen en el deteriorament de l'aliment a partir d'una important producció de gas, a més d'una notable acidificació (disminució del pH). Així doncs, aquests dos bacteris, en comparació amb la resta de bacteris de l'àcid làctic, tenen un feble potencial deteriorant en el foie gras.
Alguns productes carnis habituals a Europa central són processats carnis deshidratats, com embotits i similars, que no es mantenen a temperatures de refrigeració. En aquests productes, W. viridescens es troba freqüentment en el seu interior; de fet, alguns estudis indiquen que s'hi troba des de la manipulació incial i que sobreviu el tractament de calor que sobre aquests productes es realitza car es presenten variacions organolèptiques apreciables relacionades amb la contaminació. W. viridescens presenta també halotolerància cosa que li atorga encara una altra capacitat per a colonitzar els ambients dels processats carnis, en aquests majoritàriament (però no sempre) és indetectable després de la cocció, però reapareix sempre fins a concentracions clarament contaminants pocs dies després.
S'ha pogut determinar que els productes alimentaris que ofereixen les millors condicions perquè el bacteri sobrevisqui a temperatures elevades són aquells que tenen una activitat hídrica entre 0,975 i 0,985, altrament anomenats aliments peribles.

## Relació entreWeissella viridescensi l'ésser humà
De totes les espècies del gènere Weissella, només algunes soques de W. viridescens, W. cibaria, W. confusa i W. paramesenteroides han pogut ser aïllades de mostres clíniques humanes.
Durant anys, s'ha associat W. viridescens amb la microbiota de la zona vaginal de pacients sans, juntament amb altres espècies dels gèneres Lactobacillus, Leuconostoc, Pediococcus, Streptococcus i Enterococcus. Es creu que tant W. viridescens com altres espècies del seu mateix gènere tenen també la capacitat de colonitzar el tracte gastrointestinal humà. W. viridescens també ha estat detectat en mostres de sang humana i en mostres fecals d'infants amb celiaquia. Tot i aquesta evident presència en el cos humà, la significació clínica d'aquesta espècie bacteriana encara no és del tot clara.
D'altra banda, és important comentar que W. viridescens pot ser un patogen oportunista, ja que està associat amb infeccions i trastorns de salut humans. El fet d'haver obtingut mostres clíniques de pacients amb bacterièmia que indicaven la presència d'aquesta espècie dona suport a la teoria. No obstant això, encara no es disposa de la informació suficient per concloure si, efectivament, és un patogen perillós pels humans o no.
Recentment, s'han popularitzat cosmètics dèrmics infusionats amb llim de cargol. Els components d'aquest llim són capaços d'estimular la formació de col·lagen i elastina, cosa que augmenta la protecció de la pell enfront de possibles danys. Amb l'objectiu de millorar la comprensió dels factors implicats en la protecció de la pell aconseguida a partir d'aquests cosmètics, es van sembrar les secrecions produïdes pel cargol Helix aspersa Müller en agar MRS i es van incubar durant 48 hores a 37 °C. D'aquí, es van poder aïllar bacteris de l'àcid làctic, entre els quals W. viridescens UCO-SMC3. Realitzant experiments in vitro, es va poder observar que aquesta soca tenia la capacitat d'inhibir el creixement de patògens associats a la pell com, per exemple, Cutibacterium acnes i Stapylococcus aureus.

## Activitat antimicrobiana
Diversos estudis demostren que W. viridescens pot tenir un efecte antimicrobià important contra Listeria monocytogenes. Aquesta activitat és deguda a la producció d'àcids, peròxid d'hidrogen i diverses bacteriocines. També és destacable la competència pels nutrients disponibles en el medi i respostes relacionades amb quorum sensing.
Més concretament, l'any 2010 es va demostrar l'activitat antimicrobiana que presenta W. viridescens front un ampli ventall de microorganismes. Així doncs, es va proposar que, en un futur, aquest microorganisme podria ajudar a establir la seguretat en alguns aliments. Tot i això, aquesta aplicació no s'ha dut a terme perquè no totes les soques presenten activitat inhibitòria front Listeria monocytogenes, Clostridium botulinum, Escherichia coli i Salmonella spp., coneguts patògens en microbiologia alimentària.
L'any 2019 es va efectuar un estudi que proposava usar bacteris de l'àcid làctic, entre ells W. viridescens i W. confusa, enlloc d'antibiòtics per inhibir l'activitat de Salmonella Typhimurium (patògen causant de la salmonel·losi) i també d'altres espècies d'aquest mateix gènere. Concretament, les anàlisis es va centrar en el creixement anti-salmonel·la i la inhibició dels biofilms i els mecanismes de quorum quenching d'aquests patògens. De totes les soques de bacteris de l'àcid làctic aïllades a partir d'aliments fermentats, es va poder concloure que la soca més inhibitòria de Salmonella Typhi DMST 22842 corresponia a W. confusa WM33 i, la que funcionava millor com a biocontrolador de Salmonella Typhimurium TISTR 1469, W. viridescens WM36. Definitivament, seria beneficiós usar bacteris amb activitat antimicrobiana per controlar poblacions de patògens, ja que l'ús de substàncies antimicrobianes fomenta l'aparició de soques bacterianes resistents a antibiòtics.
Altres estudis han demostrat que algunes soques de Weissella viridescens presenten el gen PlaW,que codifica un pèptid anitmicrobià. També s'hi han detectat plaS, sakTA i sakTB, gens relacionats amb la síntesi de bacteriocines.
A Weissella viridescens, s'han pogut detectar tots els gens necessaris per a la producció de la pediocina PA-1, una bacteriocina d'ampli espectre amb efectes importants contra l'espècie bacteriana Listeria monocytogenes, la qual actua provocant la disrupció de la membrana plasmàtica del patogen.
Tot i que el potencial de les bacteriocines d'espècies com W. viridescens pot ser important (especialment, PA-1), actualment encara no són gaire utilitzades degut, principalment, a l'elevat cost i efectivitat dels processos d'obtenció d'aquestes. A més, no totes les soques de l'espècie presenten activitat antimicrobiana.

## Biosorbció de metalls pesants
En tant que l'acumulació de metalls pesants als medis i, potencialment, a aliments, juntament amb l'acumulació de metalls pesants en ambients intestinals, presenta un risc greu per a la salut pública, un grup d'investigació estudià la capacitat de biosorció dels mateixos (en forma iònica) per part de W. viridescens MYU 205.
La soca presentà alta biosorció per a Cd(II) i Hg(II), que fou aquell amb major ràtio, i més aviat baixa pel que feia al Zn(II). Àdhuc a baixes concentracions el 80 per cent del Hg iònic era biosorbit. En estudis anteriors amb d'altres LAB, hom va també detectar major biosorció del ió mercuri que no pas de Pb(II) i As(III).
Mentre que el cadmi és biosorbit de manera progressiva i després eliminat, en el cas de mercuri, la biosorció és immediata i no progressa eliminant-les fins hores després, indicant presència de proteïnes de captura de ions en membrana externa. Aquest fet és vinculat a la resistència major de la soca de W. viridescens a cadmi que no pas a mercuri i que les cèl·lules bacterianes tenen sovint la capacitat d'exportar els metalls fora de l'organisme per a evitar dany tot reduint la concentració intracel·lular.
Un dels usos que se cercava per a W. viridescens era l'esdevenir un captador de ions metàl·lics en tracte gastrointestinal. En tant que la biosorció de Hg(II) es donava de manera externa, gran part de la capacitat es mantenia després d'incapacitar per calor les cèl·lules, cosa que evitava el reciclatge de metalls tornant cap a la llum i mucoses del tracte gastrointestinal. Alhora però, mantenint l'habilitat de captació de Hg(II).